# Ronde van Emilia 2009
De 92e editie van de wielerwedstrijd Ronde van Emilia vond plaats op 10 oktober 2009. De wedstrijd startte in Sassuolo en finishte 198,5 kilometer op de beklimming naar Santuario Madonna di San Luca. De wedstrijd maakte deel uit van de UCI Europe Tour. De Nederlander Robert Gesink won de koers.

## Uitslag
| Plaats  | Naam                 | Ploeg             | Tijd     |
| ------- | -------------------- | ----------------- | -------- |
| Winnaar | Robert Gesink        | Rabobank          | 4u49'31" |
| 2       | Jakob Fuglsang       | Team Saxo Bank    | z.t.     |
| 3       | Thomas Löfkvist      | Team HTC-Columbia | z.t.     |
| 4       | Cadel Evans          | Silence-Lotto     | + 0'20"  |
| 5       | Aleksandr Vinokoerov | Astana            | + 0'30"  |
| 6       | Fredrik Kessiakoff   | Fuji-Servetto     | + 0'32"  |
| 7       | Aleksandr Kolobnev   | Team Saxo Bank    | + 0'40"  |
| 8       | Chris Anker Sørensen | Team Saxo Bank    | + 0'43"  |
| 9       | Alberto Fernández    | Fuji-Servetto     | z.t.     |
| 10      | Paolo Tiralongo      | Lampre-NGC        | + 0'50"  |
|         |                      |                   |          |
| 17      | Maxime Monfort       | Team HTC-Columbia | + 1'20"  |

Mannen:
1909 · 1910 · 1911 · 1912 · 1913 · 1914 · 1915 · 1916 · 1917 · 1918 · 1919 · 1920 · 1921 · 1922 · 1923 · 1924 · 1925 · 1926 · 1927 · 1928 · 1929 · 1930 · 1931 · 1932 · 1933 · 1934 · 1935 · 1936 · 1937 · 1938 · 1939 · 1940 · 1941 · 1942 · 1943 · 1944 · 1945 · 1946 · 1947 · 1948 · 1949 · 1950 · 1951 · 1952 · 1953 · 1954 · 1955 · 1956 · 1957 · 1958 · 1959 · 1960 · 1961 · 1962 · 1963 · 1964 · 1965 · 1966 · 1967 · 1968 · 1969 · 1970 · 1971 · 1972 · 1973 · 1974 · 1975 · 1976 · 1977 · 1978 · 1979 · 1980 · 1981 · 1982 · 1983 · 1984 · 1985 · 1986 · 1987 · 1988 · 1989 · 1990 · 1991 · 1992 · 1993 · 1994 · 1995 · 1996 · 1997 · 1998 · 1999 · 2000 · 2001 · 2002 · 2003 · 2004 · 2005 · 2006 · 2007 · 2008 · 2009 · 2010 · 2011 · 2012 · 2013 · 2014 · 2015 · 2016 · 2017 · 2018 · 2019 · 2020 · 2021 · 2022 · 2023 · 2024
Vrouwen:
2014 · 2015 · 2016 · 2017 · 2018 · 2019 · 2020 · 2021 · 2022 · 2023 · 2024